# Cryptocephalus zejensis
Cryptocephalus zejensis – gatunek z rzędu chrząszczy z rodziny stonkowatych. Gatunek po raz pierwszy został naukowo opisany w 2000 roku przez Mikhailova.